# كانتون إيسيدرو أيورا
كانتون إيسيدرو أيورا (بالإنجليزية: Isidro Ayora Canton)‏ هو كانتون في الإكوادور، يتبع Isidro Ayora, Ecuador ‏، ومقاطعة غاياس. بلغ عدد سكانها في تعداد عام 2001 8,226 نسمة.

## السكان
المجموعات العرقية اعتبارًا من التعداد الإكوادوري لعام 2010:
| العرقية               | النسبة |
| --------------------- | ------ |
| ميستيثو               | 55.5%  |
| مونتوبيو              | 32.4%  |
| الإكوادوريون الأفارقة | 9.0%   |
| اللاتينيون            | 2.9%   |
| السكان الأصليون       | 0.1%   |
| أخرى                  | 0.1%   |